# Poun (Ténado)
Ne doit pas être confondu avec Poun (Sapouy).
Poun est une commune rurale située dans le département de Ténado de la province de Sanguié dans la région du Centre-Ouest au Burkina Faso.

## Géographie
Poun est à peu près à mi-chemin entre Koukouldi et Ékoulkoala mais aussi Kyon.

## Éducation et santé
La commune accueille une école primaire et un centre de santé et de protection sociale (CSPS).